# Preliminari sessuali

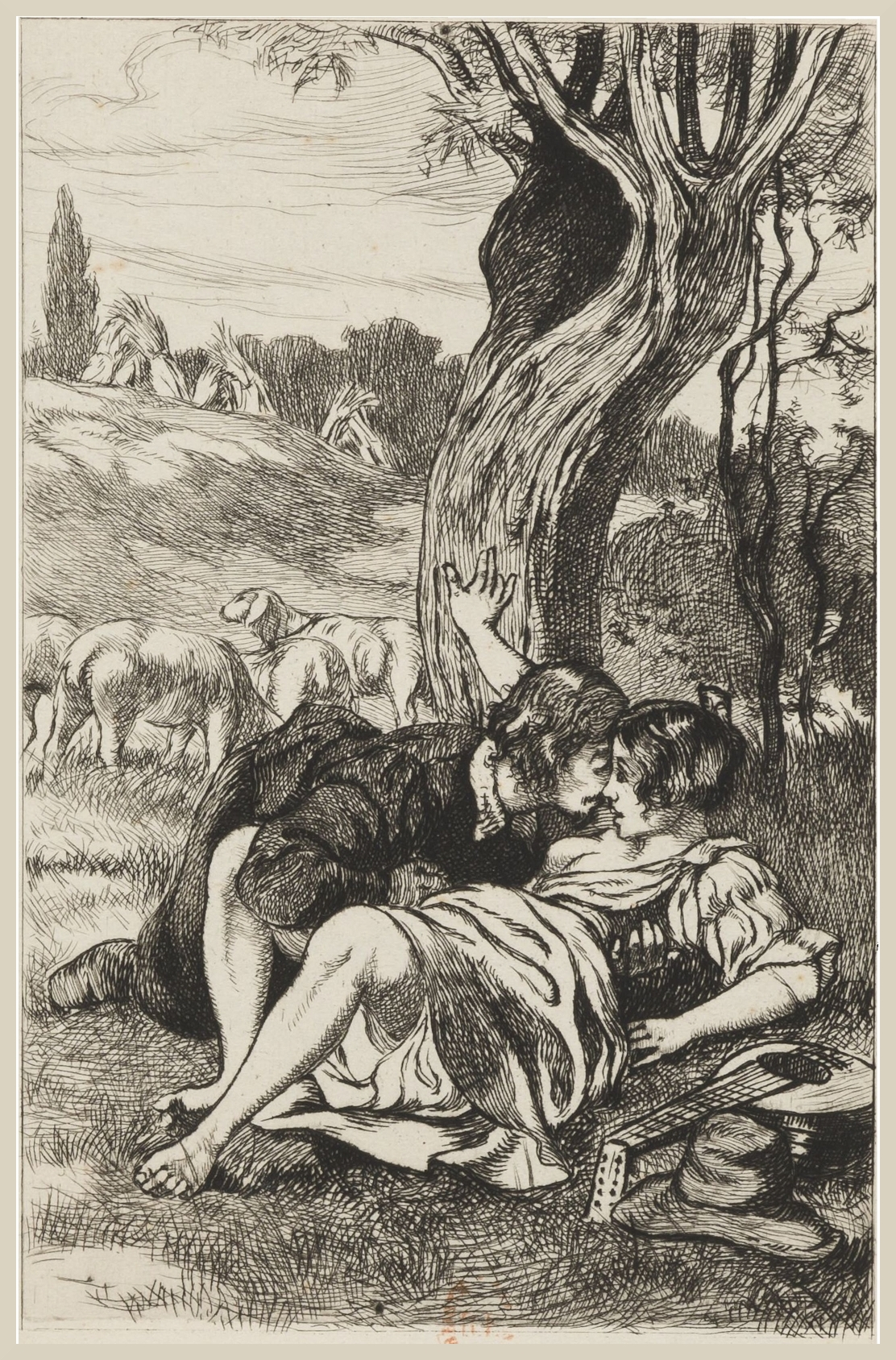
Una stampa di Martin van Maële incentrata su una coppia intenta in dei preliminari all'aperto (1925)

Nel comportamento sessuale umano, sono definiti preliminari sessuali tutte le forme di intimità fisica che, all'inizio di un incontro sessuale, servono a suscitare l'eccitazione sessuale propedeutica alla penetrazione o ad altre pratiche finalizzate a raggiungere l'orgasmo.
I preliminari sessuali variano a seconda delle culture e delle psicologie individuali: possono essere considerati preliminari sessuali il bacio (specialmente il bacio alla francese e quelli sul corpo), le coccole e le carezze (soprattutto sulle zone erogene), toccare i genitali, la masturbazione reciproca, il sesso orale, l'interpretazione di ruoli sessuali e le pratiche fetish o BDSM.

## Ruolo nella sessualità umana
Il ruolo dei preliminari nella sessualità umana è stato compreso e sottolineato soltanto negli ultimi decenni, in particolare in seguito alla liberazione sessuale e al femminismo, in conseguenza dei quali si è avuta una rivendicazione del diritto della donna al proprio piacere sessuale. Per la maggior parte delle donne, infatti, lo sviluppo dell'eccitazione richiede un tempo maggiore rispetto a quanto accade nell'uomo; allo stesso tempo, per la maggior parte delle donne, la penetrazione, laddove non sia preceduta dai preliminari, può comportare fastidio fisico (se non propriamente dolore) e/o disagio psicologico, proprio per effetto di una ridotta eccitazione e carente lubrificazione vaginale.
Sono perciò soprattutto le donne a richiedere o desiderare una maggiore attenzione del partner ai preliminari, che possono anche prolungarsi a lungo e comprendere non solo pratiche e comportamenti di tipo sessuale, ma anche forme di relazione di tipo più romantico e sentimentale. Per alcune coppie, infatti, preliminari rispetto a un incontro sessuale possono essere considerati anche scambi puramente verbali, ovvero altri momenti piacevoli e distensivi, quali un bagno rilassante, una cena a lume di candela, o un massaggio.
In questo senso i preliminari acquistano un valore più intrinsecamente culturale, anziché strettamente fisiologico e sessuale, estendendosi fino a ricomprendere l'intera intimità della coppia, di cui l'atto sessuale vero e proprio diviene l'elemento fisico conseguente e complementare.